# Makwale
Makwale ist ein Verwaltungsbezirk (Ward) des Distrikts Kyela in der tansanischen Region Mbeya. Er grenzt im Westen an den Bezirk Ipinda, im  Norden an den Distrikt Busokelo, im Osten an den Bezirk Matema und im Süden an Ndobo. 

## Geografie
Makwale ist ein ländlicher Bezirk im Südwesten von Tansania. Der Großteil der Fläche liegt auf einer Ebene nordwestlich des Malawisees, nur im Nordosten steigt das Gelände in den Kipengere-Bergen auf bis zu 1500 Meter an. Der größte Fluss ist der Lufilyo, der auch die Grenze im Westen bildet. Die Fläche des Bezirks beträgt 35 Quadratkilometer und bei der Volkszählung 2022 lebten hier 15.117 Menschen in 3895 Haushalten.

## Gliederung
Der Bezirk besteht aus sieben Gemeinden (Mtaa) mit 27 Orten (Kitongoji):
| Kateela - Kateela - Mbugujo - Mwalisi - Mwambungula | Ibale - Maendeleo - Tumaini - Kichangani - Ibale | Mahenge - Ilopa - Isabula - Mahenge | Makwale - Makwale A - Makwale B - Isimba - Mwalisi | Mpunguti - Bulyambwa - Katete - Mahanji - Mpunguti | Ngeleka - Iponjola - Ngeleka I - Katago - Lukuju - Mwalingo | Mpegele - Mpegele - Mchangani - Katago |

## Wirtschaft und Infrastruktur
- Bildung: Die Makwale Secondary School bildet Burschen und Mädchen aus, hat wissenschaftliche Labore und einen Fußballplatz im Freien.[6]
- Gesundheit: Im Bezirk befinden sich drei Apotheken, zwei staatliche[7][8] und eine private.[9]